# Kariri-Sapuyá
Kariri-Sapuyá (Sapuia, Sapuya, Sabuja), indijansko pleme iz brazilske države Bahia, porodica caririan. Njihovim raspadom na dva glavna sela, Pedra Branca i Caranguejo nastale su dvije plemenske skupine poznate kao Sapuiá da Pedra Branca ili Kamurú-Karirí (Kamarú-Kariri) sa selom Pedra Branca, kasnije prozvani imenom Kariri. Drugi su Sapuyá ili Sabuja koji su osnovali selo Caranguejo. Jezik sapuia i njegovi dijalekti su nesatali, a njihovi potomci danas govore portugalski.